# Carlos Mendes
Carlos Eduardo Teixeira Mendes, född 23 maj 1947 i Lissabon, är en portugisisk arkitekt, sångare, kompositör och skådespelare.
Mendes representerade Portugal i Eurovision Song Contest 1968 med bidraget Verão och kom på 11:e plats med 5 poäng. Han representerade åter Portugal i Eurovision Song Contest 1972 med bidraget A festa da vida och kom på 7:e plats med 90 poäng.

## Diskografi
- Amor Combate (LP, TLD, 1976)
- Canções de Ex-Cravo e Malviver (LP, TLD, 1977)
- Jardim Jaleco (LP, Rossil, 1978)
- Antologia (LP, Rossil, 1979)
- Antologia II (LP, Rossil, 1979)
- Triângulo do Mar (LP, Sassetti, 1980)
- Chão do Vento (LP, Edisom, 1984)
- O Natal do Pai natal
- Boa Nova (CD, 1992)
- Não Me Peças Mais Canções (CD, 1994)
- Vagabundo do Mar (CD, Movieplay, 1997)
- Coração de Cantor (CD, Lusogram, 1999)